# Rhamphomyia longistigma
Rhamphomyia longistigma är en tvåvingeart som beskrevs av Frey 1953. Rhamphomyia longistigma ingår i släktet Rhamphomyia och familjen dansflugor. Inga underarter finns listade i Catalogue of Life.